# Анрі Льороль
Анрі Льороль (фр. Henry Lerolle; 4 жовтня 1848 року, Париж — 22 квітня 1929 року, Париж) — французький художник, музикант-аматор та колекціонер.

## Життєпис. Батьківська родина
Народився в Парижі. Батьки — Тимоті Льороль та Адель Деларош. Поль Льороль (1846—1912), його старший брат, був французьким політиком.

## Художнє навчання
Навчався у академії Карла Сюіса в Парижі та у Луї Ламота (1822—1869). Останній був прихильником академізму та біблійних тем в мистецтві. Він був учнем Енрга та Фландрена і виконав картини релігійного спрямування в паризькій церкві св. Венсана. Анрі Льороль, що походив з забезпеченої буржуазної родини, не спокусився ні релігійним живописом, ні академізмом, а обрав новітні течії в паризькій художній практиці. Хоча відомо декілька його творів для католицької церкви.
Серед монументальних творів митця — стінописи в Мерії Парижа («Коронація наук та викладацької діяльності») та в Школі Сорбонни («Втеча святої Родини у Єгипет»).

## Творчість та колекціонування

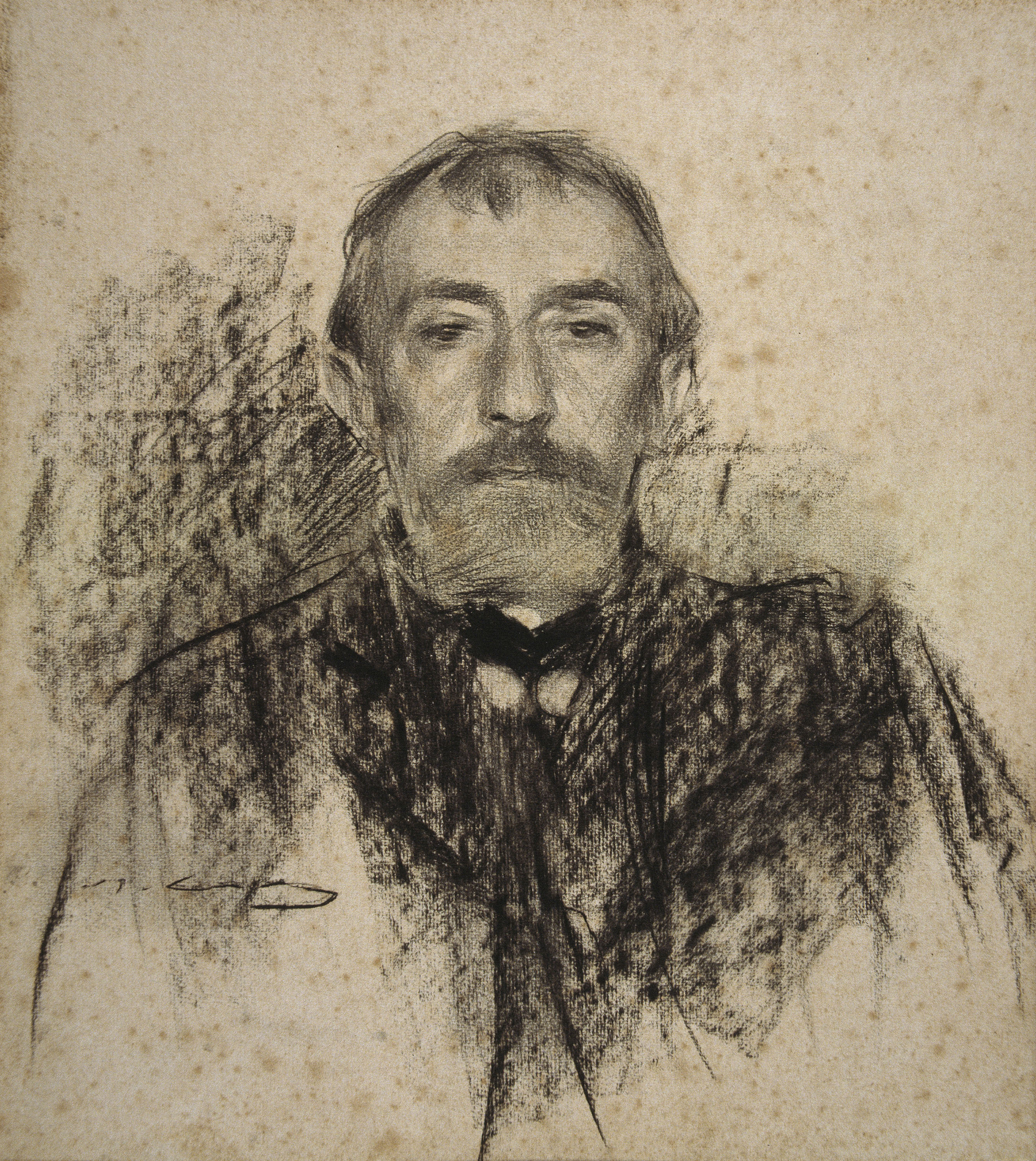
Рамон Касас. «Анрі Льороль»

У віці 20 років (1868 року) він вперше узяв участь в Паризькому салоні
Його роботи виставлялись також у 1868, 1885 і 1895 роках. В картинах Анрі Льороля панують не сильні рухи чи сильні людські почуття, а нейтральні спостереження.
Роботи Анрі Льороля знаходяться в колекціях Музею мистецтва Метрополітен, Бостонському музею образотворчих мистецтв, Музею д'Орсе та Музею образотворчих мистецтв Сан-Франциско.
Не менше, ніж спокійна власна творчість, його приваблювали музика, помірне меценатство та колекціонування. Його портрети створили різні художники, серед котрих іспанець Рамон Касас (1866—1932). Родина Льололя утримувала салон, тому серед їх оточення опинились художники, музиканти, літератори, французькі і іноземні. Серед них — Гюстав Моро, Едгар Дега, Моріс Дені, П'єр-Огюст Ренуар, Клод Моне. Моріс Дені навіть стверджував, що його як художника-декоратора відкрив саме Анрі Льороль. Його дружина (Мадлен Ескудьє), що серйозно займалась музикою, підтримувала дружні стосунки з французьким композиторами Клодом Дебюссі, Морісом Равелем та ін.
В картинній галереї Анрі Льороля було декілька картин художників, з котрими він підтримував приятельські стосунки чи ні. Серед них Едгар Дега, Моріс Дені, Анрі Фантен-Латур, П'єр-Огюст Ренуар, Клод Моне, Каміль Коро, Поль Гоген.

## Нагорода
29 жовтня 1889 року він отримав орден Почесного легіону.

## Смерть
Анрі Льороль помер 22 квітня 1929 року у віці 80 років. Поховання відбулося на цвинтарі Монпарнас у Парижі.

## Обрані твори (галерея)

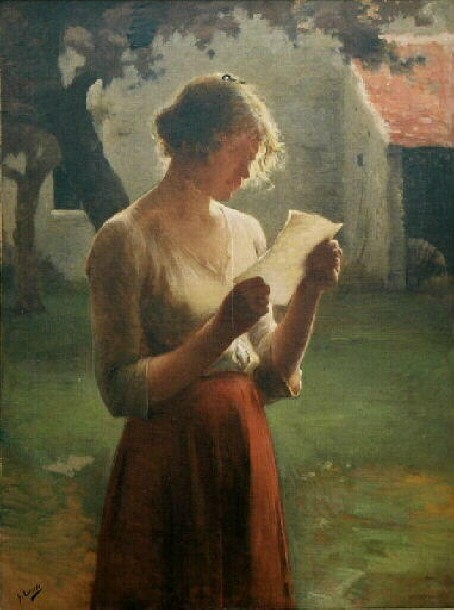
Анрі Льороль. «Жінка читає»
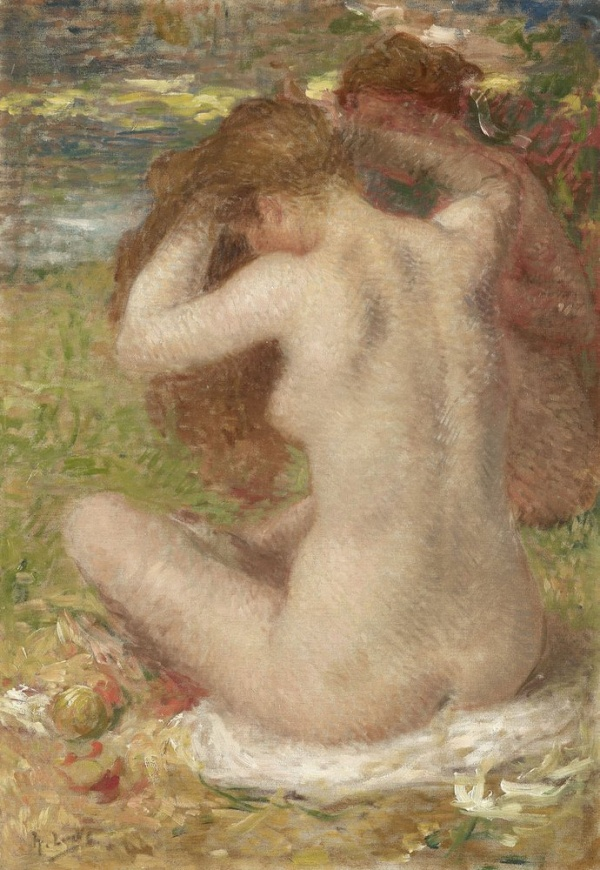
Анрі Льороль. «Купальниця»
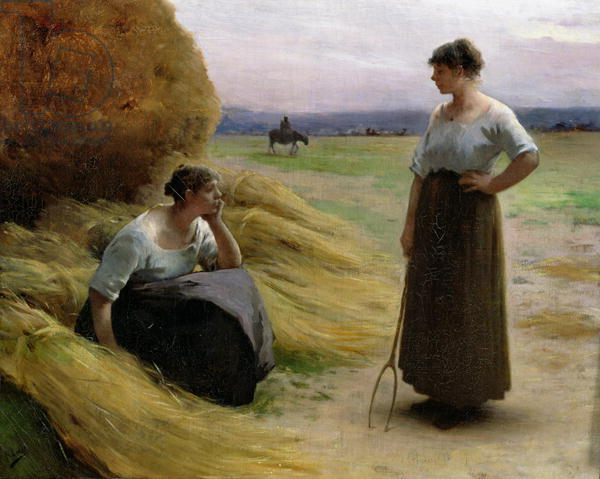
Анрі Льороль. «Жінки в полі»
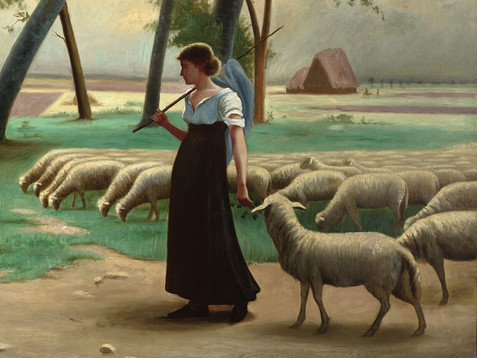
Анрі Льороль. «Пастушка»
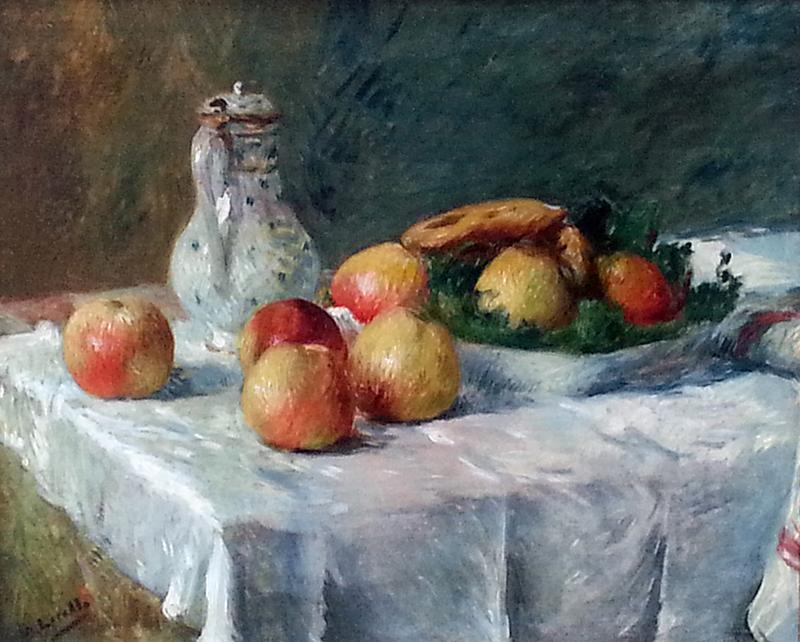
Анрі Льороль. «Натюрморт з фруктами»
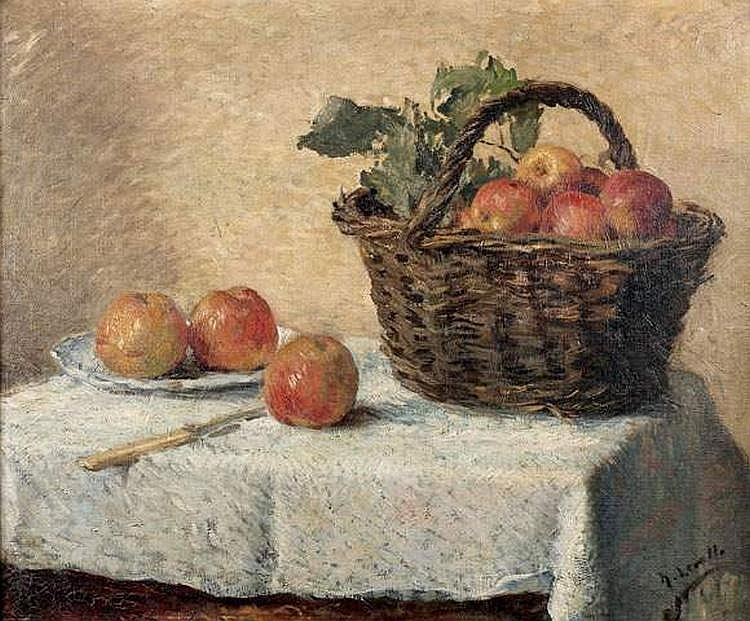
Анрі Льороль. «Натюрморт з яблуками і кошиком»
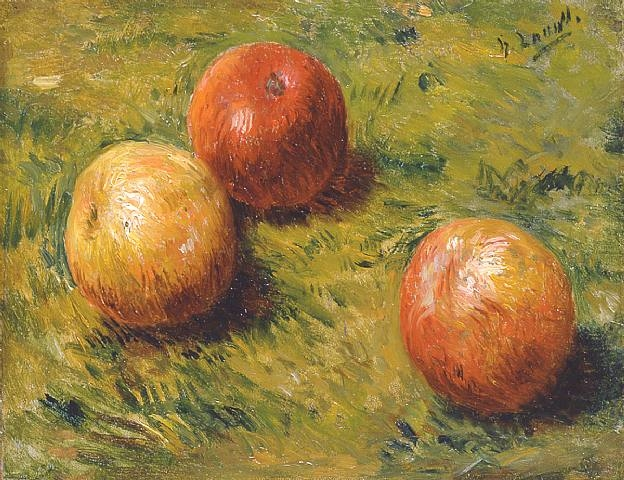
Анрі Льороль. «Яблука»
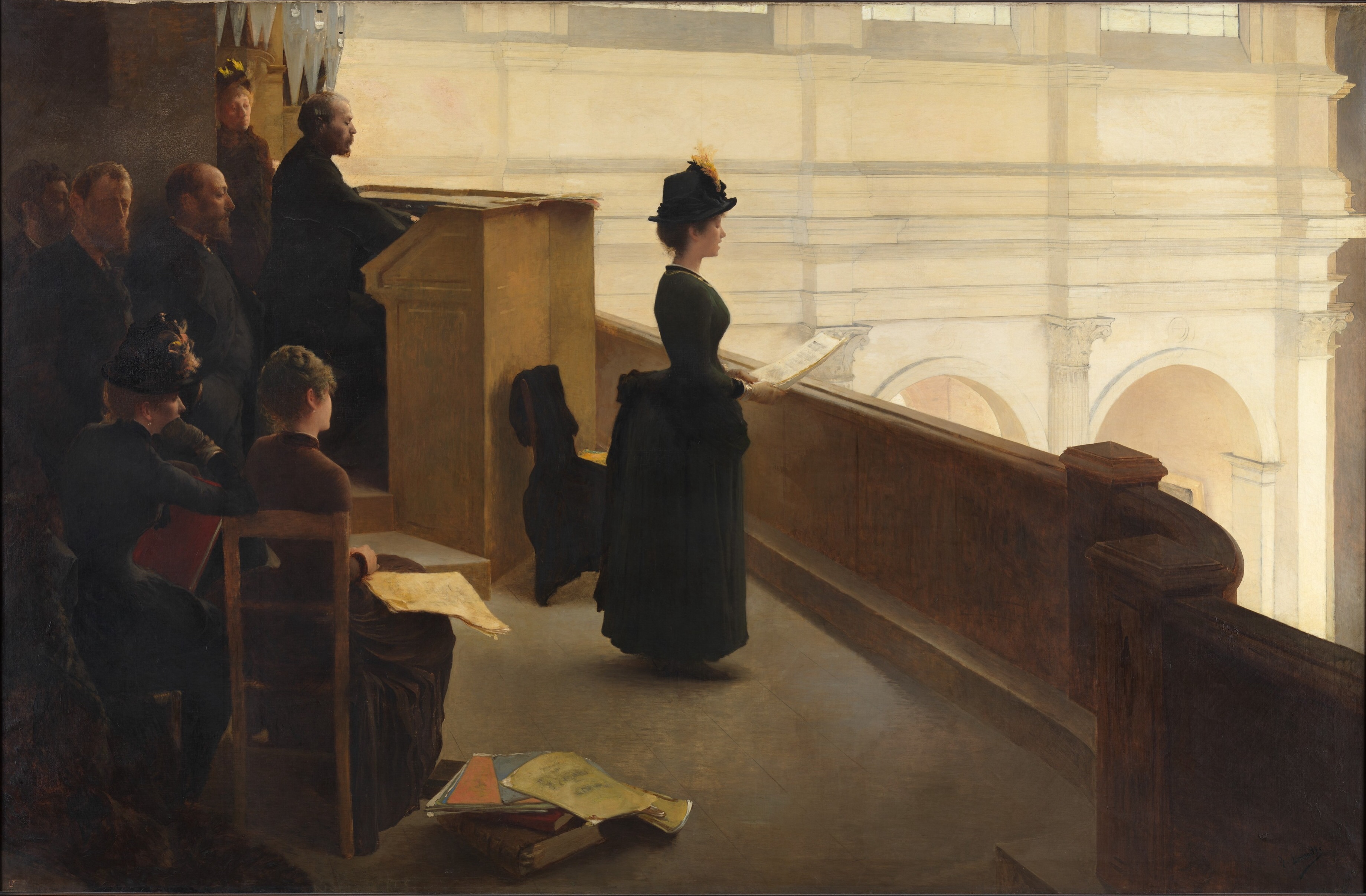
Анрі Льороль. «Репетиція з органом» (1887)